# Luolou
Luolou (kinesiska: 逻楼镇, 逻楼) är en köping i Kina. Den ligger i den autonoma regionen Guangxi, i den södra delen av landet, omkring 230 kilometer nordväst om regionhuvudstaden Nanning. Antalet invånare är 33893. Befolkningen består av 15 970 kvinnor och 17 923 män. Barn under 15 år utgör 23,0 %, vuxna 15-64 år 66 %, och äldre över 65 år 9,0 %.
Genomsnittlig årsnederbörd är 1 609 millimeter. Den regnigaste månaden är juni, med i genomsnitt 346 mm nederbörd, och den torraste är februari, med 25 mm nederbörd.